# بيريدوتيت

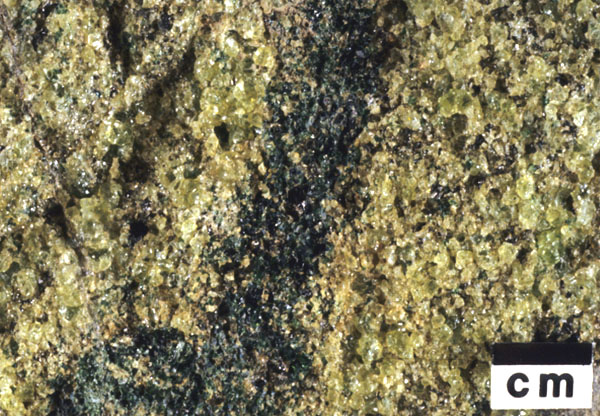
البريدوتيت xenolith من سان كارلوس، جنوب غرب الولايات المتحدة

البيريدوتيت صخر ناري جوفى فوق قاعدى، صواني النسيج يتكون أساسا من معدن الأوليفين بالإضافة إلى بعض المعادن الأخرى مثل الفلسبار، الأوجيت، الهورنبلند، البيروكسينات والأمفيبولات. كانت منتشرة جدا في سلطنة عمان كما في غينيا الجديدة، كاليفورنيا وغيرها من الأماكن.

## دراسات
أكدت دراسة مؤخرة أن البيريدوتيت قادر على التقاط كميات هائلة من CO2 من جو الأرض. يعتقد العلماء أنه عندما يتصل ثاني أكسيد الكربون مع صخور البيريدوتيت، يتحول إلى معدن صلب مثل الكالسيت. مما يساعد على تقليص التلوث.
اكتشف الباحثون أن هذه الصخور في صحراء عُمان وفي عملية طبيعية، تستوعب من 10000 إلى 100000 طن من CO2 في السنة.